# Collotheca vargai
Collotheca vargai is een raderdiertjessoort uit de familie Collothecidae. De wetenschappelijke naam van deze soort is voor het eerst geldig gepubliceerd in 1976 door Nogrady.